# Ульшин, Андрей Евгеньевич
Андрей Евгеньевич Ульшин (род. 18 апреля 2000, Кокшетау) — казахстанский футболист, полузащитник клуба «Кызыл-Жар».

## Клубная карьера
Футбольную карьеру начал в 2017 году в составе клуба «Кайрат М» во второй лиге.
21 ноября 2020 года в дебютном матче против петропавловского «Кызыл-Жар СК» забил свой дебютный мяч в казахстанской Премьер-лиге. 28 июля 2021 года дебютировал в Лиге чемпионов в матче с сербским клубом «Црвена Звезда».

## Карьера в сборной
24 марта 2021 года дебютировал за молодёжную сборную Казахстана в матче против молодёжной сборной Македонии (2:1).

## Достижения
«Кайрат»
- Чемпион Казахстана: 2020

## Клубная статистика
| Клуб             | Сезон            | Лига | Лига | Кубки | Кубки | Еврокубки | Еврокубки | Итого | Итого |
| Клуб             | Сезон            | Игры | Голы | Игры  | Голы  | Игры      | Голы      | Игры  | Голы  |
| ---------------- | ---------------- | ---- | ---- | ----- | ----- | --------- | --------- | ----- | ----- |
| Кайрат           | 2018             | 0    | 0    | —     | —     | —         | —         | 0     | 0     |
| Кайрат           | 2020             | 2    | 1    | —     | —     | —         | —         | 2     | 1     |
| Кайрат           | 2021             | 10   | 0    | 8     | 2     | 2         | 0         | 20    | 2     |
| Кайрат           | 2022             | 17   | 0    | 2     | 1     | 2         | 0         | 21    | 1     |
| Кайрат           | 2023             | 15   | 1    | 4     | 0     | —         | —         | 19    | 1     |
| Кайрат           | 2024             | 13   | 3    | 6     | 1     | —         | —         | 19    | 4     |
| Кайрат           | Итого            | 57   | 5    | 20    | 4     | 4         | 0         | 81    | 9     |
| → Кайрат М       | 2017             | 14   | 0    | —     | —     | —         | —         | 14    | 0     |
| → Кайрат М       | 2018             | 36   | 8    | —     | —     | —         | —         | 36    | 8     |
| → Кайрат М       | Итого            | 50   | 8    | —     | —     | —         | —         | 50    | 8     |
| → Кайрат-Жастар  | 2019             | 14   | 1    | —     | —     | —         | —         | 14    | 1     |
| → Кайрат-Жастар  | 2020             | 8    | 0    | —     | —     | —         | —         | 8     | 0     |
| → Кайрат-Жастар  | 2021             | 4    | 1    | —     | —     | —         | —         | 4     | 1     |
| → Кайрат-Жастар  | 2022             | 2    | 0    | —     | —     | —         | —         | 2     | 0     |
| → Кайрат-Жастар  | 2023             | 2    | 0    | —     | —     | —         | —         | 2     | 0     |
| → Кайрат-Жастар  | 2024             | 4    | 0    | —     | —     | —         | —         | 4     | 0     |
| → Кайрат-Жастар  | Итого            | 34   | 2    | —     | —     | —         | —         | 34    | 2     |
| Всего за карьеру | Всего за карьеру | 141  | 15   | 20    | 4     | 4         | 0         | 165   | 19    |